# 12 Odcinek Straży Granicznej (III Rzesza)
12 Odcinek Straży Granicznej (Grenzschutz-Abschnitts-Kommando 12, G-AK 12) – niemiecki oddział graniczny okresu III Rzeszy. Brał udział w niemieckiej agresji na Polskę we wrześniu 1939 w składzie 4 Armii Günthera von Kluge.
Dowódcą tego oddziału był Generalleutnant Hermann Metz.